# Heriades abessinicus
Heriades abessinicus is een vliesvleugelig insect uit de familie Megachilidae. De wetenschappelijke naam van de soort is voor het eerst geldig gepubliceerd in 1915 door Friese.